# Chak Bankola
Chak Bankola là một thị trấn thống kê (census town) của quận Barddhaman thuộc bang Tây Bengal, Ấn Độ.

## Nhân khẩu
Theo điều tra dân số năm 2001 của Ấn Độ, Chak Bankola có dân số 10.318 người. Phái nam chiếm 57% tổng số dân và phái nữ chiếm 43%. Chak Bankola có tỷ lệ 55% biết đọc biết viết, thấp hơn tỷ lệ trung bình toàn quốc là 59,5%: tỷ lệ cho phái nam là 62%, và tỷ lệ cho phái nữ là 46%. Tại Chak Bankola, 11% dân số nhỏ hơn 6 tuổi.